# 扎娜·诺瓦科维奇
扎娜·诺瓦科维奇（拉丁转写：Žana Novaković，1985年6月24日—），波斯尼亚和黑塞哥维那女子高山滑雪运动员。扎娜·诺瓦科维奇代表波黑参加了2010年冬季奥林匹克运动会和2014年冬季奥林匹克运动会。在温哥华和索契的冬奥会开幕式上她都为波黑代表团担任旗手。